# خطأ ناعم
الخطأ الناعم أوالخطأ البسيط أوالخطأ الهين {بالإنجليزية:soft error} هو مصطلح يستخدم في علم الالكترونيات والحاسب الآلي ويصف نوع من الأخطاء الناتجة بسبب إشارة أو حزمة بيانات غير صحيحة، والتي يفترض أن الآلة تخلو منها في الحالة العادية.
الأخطاء الأخرى بصورة عامة عادة ما تنشأ نتيجة نقص أو عيب في التصميم أو الهيكلة أو تلف في أحد المكونات، بعكس الخطأ الناعم، وكذلك فإن الخطأ الناعم لا يتضمن وصف الآلة الألكترونية بأنها صارت أقل كفائة عما كانت علية قبل الخطأ.
وبمثال نظام الذاكرة في الحاسب الآلي، فإن الخطأ الناعم يتمثل في تغيير التعلميات أو قيم البيانات، ويمكن اصلاحه بإعادة تشغيل الحاسب مرة أخرى، مع الأخذ في الاعتبار أن الخطأ الناعم لا يتسبب في أي تلفيات للمكونات المادية للحاسب (hardware) وإنما فقط في البيات التي كانت قيد المعالجة.
هناك نوعين من الأخطاء الناعمة: خطأ علي مستوي الشريحة الألكترونية, وخطأ علي مستوي النظام, ويحدث الأول عندما تصطدم الذرات المشعه بالشريحة، وينتج عن هذا الاصطدام انتشار جسيمات ألفا في الشريحة، وحيث أن جسيمات ألفا موجبة الشحنة ونشطة حركيا فيمكنها أن تصطدم بخلايا الذاكرة مما يغير من قيمتها، وهذا التفاعل بين جزيئات ألفا والشريحة يكون علي مستوي متناهي الصغر بحيث لا يضر بالمكون المادي للشريحة.
علي الجانب الآخر فإن الخطأ الناعم علي مستوي النظام يحدث عند مقاطعة البينات التي تتم معالجتها، على سبيل المثال أثناء نقل البيانت باستخدام الناقل (bus), وأحيانا يتم تخزين هذه البيانات التالفة ويمكن أن تتسبب في مشاكل لا حقا.
تسخدم الأنظمة الحساسة ما يعرف باسم مصحح الخطأ لتصحيح الأخطاء الناعمة، إلا أنه في العديد من الأنظمة فقد يكون من المستحيل تصحيح البيانات أو حتي اكتشاف وجود للخطأ الناعم، بالإضافة إلي ذلك، فقبل أن تتم عملية تصحيح الخطأ فإن النظام قد ينهار, وقد تتطلب اجراءات استرجاع النظام أن يعاد تشغيله.